# Nieuwkoopovo centrum

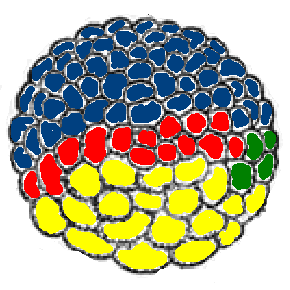
Blastula strunatců, osud jednotlivých buněk. Modré buňky budou ektoderm, žluté endoderm a červené mezoderm; zeleně je vyznačena část mezodermu, z níž se vyvíjí chorda. Nieuwkoopovo centrum se nachází poblíž této části, ale v endodermálních (žlutě vyznačených) buňkách.

Nieuwkoopovo centrum je důležitá oblast v nejdorzálnější části vegetatativního pólu blastuly drápatek (Xenopus). Samotné Nieuwkoopovo centrum je endoderm, ale v jeho těsném okolí se začínají vyvíjet důležité struktury zádového mezodermu – somity a chorda – což umožňuje vznik zádové tělní osy. Nieuwkoopovo centrum totiž umožňuje vznik tzv. organizátoru na dorzálním rtu blastoporu.
Na určení buněk Nieuwkoopova centra se výrazným způsobem podílí protein β-katenin, který se již po oplození vajíčka začíná shlukovat v budoucí dorzální části vajíčka a v průběhu rýhování se většina molekul β-kateninu nachází právě v dorzálních vegetativních buňkách. Toto je zřejmě docíleno promyšlenou regulací Wnt signalizace v raném zárodku: v místě vstupu spermie se ustanoví ventrální část budoucího těla a dochází tam k aktivitě GSK-3, což způsobí odbourávání β-kateninu ve ventrální části. V dorzálních blastomerách se naopak β-katenin zachová a spolu s transkripčním faktorem Tcf3 se váže různé geny v jádře a ovlivňuje jejich expresi. Jedním z těchto cílových genů je siamois, který zase následně aktivuje gen goosecoid. Toto jsou důležité geny, které navozují vznik organizátoru.
Struktury podobné Nieuwkoopovu centru jsou u ostatních obratlovců spíše stále nejasné (naopak organizátory jsou již dobře charakterizovány u většiny obratlovců).